# Войцещук, Айвар Янович
Айвар Войцещук (иногда Войцесчук, латыш. Aivars Voiceščuks; 16 февраля 1942 — 30 сентября 2010) — советский латвийский шашист. Вице-чемпион СССР по русским шашкам. Чемпион СССР в составе сборной Латвийской ССР. Мастер спорта СССР.

## Биография
Родился в деревне Калнрейни Сканькалнской волости Валмиерского уезда (ныне Мазсалацкий край). В 1949 году вместе с семьёй был депортирован в Завитинский район Амурской области, в 1955 году вернулся в Латвию. Вырос в городе Мазсалаца, затем учился в Риге в профессионально-техническом училище, где выполнил норму кандидата в мастера спорта. Во время службы в Советской Армии стал мастером спорта. Затем вернулся в Мазсалацу. В течение многих лет выступал за спортивное общество «Урожай».
В 1967 г. на 9-м командном первенстве СССР в составе сборной Латвийской ССР стал чемпионом; в состав команды входили также Андрис Андрейко, Валдис Звирбулис, Борис Гуревич, Эммануил Меринс, Анатолий Субботин, Пётр Попов, Велло Лухт, Иоганна Цине, Бирута Михневич, тренер П. Фрейденфельд.
В родном городе Войцещука проводится детско-юношеский турнир по шашкам, посвящённый его памяти.